# 拉雷于尼翁
拉雷于尼翁（法語：La Réunion，法語發音：[la ʁeynjɔ̃] ⓘ）是法国洛特-加龙省的一个市镇，属于内拉克区。

## 地名
该市镇与留尼汪同名。

## 地理
拉雷于尼翁（44°17'51"N, 0°7'4"E）面积28.06 平方千米，位于法国新阿基坦大区洛特-加龍省，该省份为法国西南部内陆省份，北起多爾多涅省，西接吉倫特省和朗德省，南至热尔省，东临塔恩-加龙省和洛特省。
与拉雷于尼翁接壤的市镇（或旧市镇、城区）包括：昂泽、卡斯泰尔雅卢、乌尔比斯河畔法尔格、莱里茨-蒙卡桑、蓬波涅。

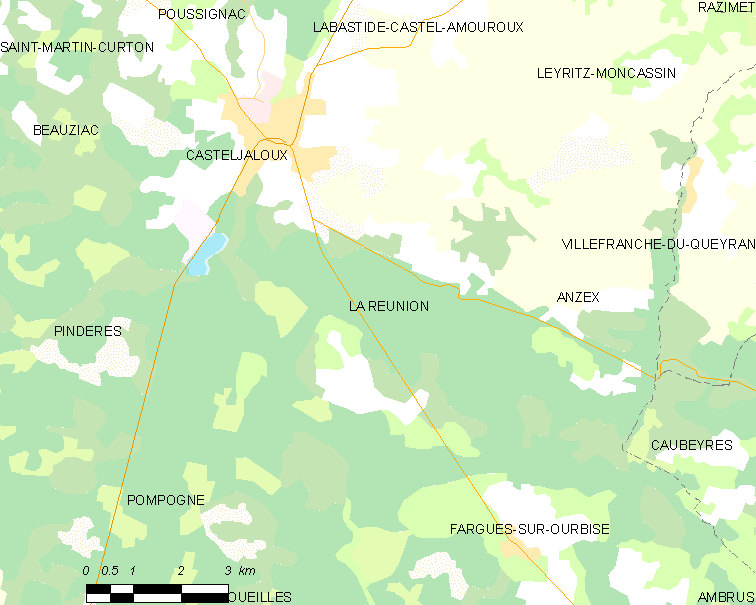
拉雷于尼翁的OSM定位图

拉雷于尼翁的时区为UTC+01:00、UTC+02:00（夏令时）。

## 行政
拉雷于尼翁的邮政编码为47700，INSEE市镇编码为47222。

## 政治
拉雷于尼翁所属的省级选区为加斯科涅森林县。

## 人口

1962-2008年间拉雷于尼翁人口变化图示

拉雷于尼翁于2022年1月1日时的人口数量为515人。